# FK 인테르 브라티슬라바
FK 인테르 브라티슬라바(FK Inter Bratislava)는 슬로바키아의 수도 브라티슬라바를 연고지로 한 축구 클럽이다.

## 선수 명단

### 현역
참고: FIFA 자격 규정에 따라 소속된 국가대표팀 국기를 표시합니다. 선수는 복수의 FIFA 비회원국 국적을 가지고 있을 수 있습니다.
| 번호 | 포지션 | 국적 | 이름 |
| ---- | ------ | ---- | ---- |

| 번호 | 포지션 | 국적       | 이름               |
| ---- | ------ | ---------- | ------------------ |
| 16   | DF     | 크로아티아 | 브루노 빌리치      |
| 18   | MF     |            | 다미앙 클레망 마리 |
| 22   | MF     | 나이지리아 | 이사 에데컨        |
| 26   | DF     | 세르비아   | 요반 파블로비치    |

## 역대 감독
| 감독            | 임기        |
| --------------- | ----------- |
| 요제프 아다메츠 | 1989 ~ 1991 |
| 요제프 아다메츠 | 1992 ~ 1993 |
| 요제프 아다메츠 | 1995        |
| 카렐 브뤼크네르 | 1995        |
| 류보미르 루호비 | 2010        |

틀:FK 인테르 브라티슬라바 선수 명단